# Günay
Günay ist ein türkischer weiblicher und männlicher Vorname sowie Familienname mit der Bedeutung „Tagmond“ (d. h. der Mond, der bei Tageslicht zu sehen ist).
Eine weitere Interpretation als Sonne und Mond (güneş ay = Günay) lehnt sich an das alttürkische Künay an. Die erste Gottheit der Türken, der Erschaffer von Sonne und Mond, wurde als Künay Tängri bezeichnet. Künay statt Günay beruht auf dem Alttürkischen.

## Namensträger

### Vorname
- Günay Güvenç (* 1991), türkischer Fußballspieler

### Familienname
- Diren Günay (* 2003), deutscher Fußballspieler
- Enis Günay (* 19**), türkischer Filmemacher
- Ertuğrul Günay (* 1947), türkischer Jurist und Politiker
- Vehbi Günay (1953–2023), türkischer Fußballspieler